# Hexatoma arcuata
Hexatoma arcuata är en tvåvingeart som beskrevs av Alexander 1951. Hexatoma arcuata ingår i släktet Hexatoma och familjen småharkrankar. Inga underarter finns listade i Catalogue of Life.